# Cadera flotante

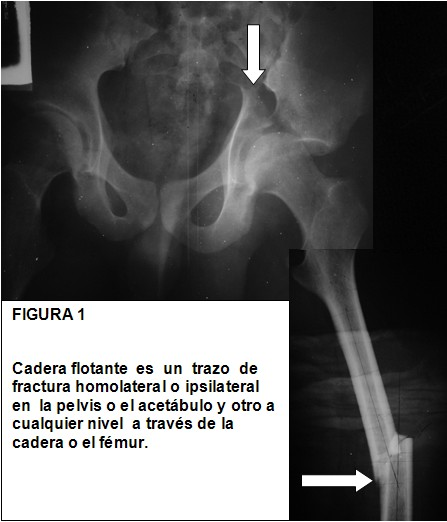

La cadera flotante se ha definido como un trazo de fractura homolateral o ipsilateral en la pelvis o el acetábulo y otro a cualquier nivel a través de la cadera o el fémur. Representa una lesión severa y se asocia con una alta morbi–mortalidad.

## Frecuencia
Generalmente es producido por mecanismo de alta energía. Es un tipo de fractura ósea poco común que afecta predominantemente a gente joven en la tercera y cuarta década de la vida siendo el sexo masculino el más afectado.

## Fisiopatología
El mecanismo de lesión en la cadera flotante se ha descrito como un traumatismo violento sobre la rodilla del paciente, lo que le condiciona la fractura de cadera y un golpe directo sobre el trocánter mayor lo que produce la fractura del acetábulo o la pelvis, ambos mecanismos se producen de manera simultánea. Se ha observado que el rango de mortalidad oscila entre un 29% y un 64% en los pacientes en el que se detecta una cadera flotante bilateral.

## Clínica
En lo que respecta al cuadro clínico, son pacientes hemodinámicamente inestables, debido a que frecuentemente este tipo de lesiones amenazan la vida del paciente, se requieren maniobras precoces de resucitación, con una atención oportuna, por un equipo interdisciplinario, controlando la hemorragia y detectando lesiones asociadas a órganos intrapélvicos, fracturas a de la columna vertebral, de los forámenes sacros, de la tibia, del húmero, las de Le Fort’s y las lesiones nerviosas, una vez estabilizado se requiere el manejo quirúrgico en forma temprana para una movilización precoz y una rehabilitación oportuna para evitar mayores complicaciones.

## Tratamiento
En el tratamiento quirúrgico surge la duda de cuál es la lesión que primero debo tratar, por consenso algunos autores recomiendan que se debe iniciar por la fractura del fémur o la cadera seguida después del tratamiento de la pelvis o el acetábulo.
En las lesiones en que tenemos fractura de la pelvis y el acetábulo, se recomienda la fijación de la pelvis y posteriormente el acetábulo, aunque esto dependerá de la habilidad y la experiencia del cirujano. Se menciona la posibilidad de realizar el tratamiento en forma simultánea y de preferencia utilizar dos equipos de cirujanos.

## Discusión
La cadera flotante es una patología que se presenta en el 9 % de la población con fractura de la pelvis o el acetábulo (según estadística del servicio de Cirugía y Pelvis del Hospital Victorio de la Fuente en la UMAE) debido a traumatismos de alta energía, son lesiones con un alto grado de morbi-mortalidad, por lo que su manejo requiere amplia experiencia con un equipo interdisciplinario (neurocirujano, cirujano general, intensivistas y traumatólogos), que trabajen en conjunto y en forma coordinada para estabilizar al paciente tempranamente bajo los principios del ATLS, fijando la pelvis en forma temporal, si se requiere para disminuir el sangrado masivo y posteriormente realizar el tratamiento quirúrgico de las fracturas.